# Podolany (Wadowice)
Pour les articles homonymes, voir Podolany.
Podolany est une localité polonaise de la gmina de Kalwaria Zebrzydowska, située dans le powiat de Wadowice en voïvodie de Petite-Pologne.